# Le Dep
Pour plus de détails, voir Fiche technique et Distribution.
Le Dep est un film québécois, premier long métrage de la réalisatrice mohawk Sonia Bonspille Boileau, qui est sorti en 2015.

## Synopsis
Lydia, une jeune autochtone revenue dans sa communauté, travaille au dépanneur de son père. Un soir, ce dernier lui demande de terminer la journée en l'absence d'une autre employée et de fermer en fin de soirée. Mais, avant la fermeture, un homme cagoulé pénètre dans le "dep" et la pointe avec une arme lui réclamant l'argent que son père lui a laissé dans le coffre-fort. Elle le reconnaît: c'est son frère.

## Fiche technique
- Titre original : Le Dep
- Réalisation : Sonia Bonspille Boileau
- Scénario : Sonia Bonspille Boileau
- Conseiller à la scénarisation : Benoit Pilon
- Musique : Michel Demars
- Direction artistique et costumes : Colleen Williamson
- Maquillage et coiffure : Marie-José Moreira
- Photographie : Patrick Kaplin
- Son : Frédéric Edwards, Charles Fairfield
- Montage : Randy Kelly
- Production : Jason Brennan
- Société de production : Nish Média
- Sociétés de distribution : K-Films Amérique
- Budget : moins de 250 000 dollars[1]
- Pays d'origine :  Canada
- Langue originale : français
- Format : couleur
- Genre : drame psychologique
- Durée : 78 minutes
- Dates de sortie :
  - Tchéquie : 5 juillet 2015  (première mondiale - Festival international du film de Karlovy Vary)[2],[3]
  - Canada : 5 août 2015  (première montréalaise - au Cinéma Beaubien en clôture du festival Présence autochtone)[4]
  - Canada : 7 août 2015  (sortie en salle au Québec)
  - Canada : 19 septembre 2015  (DVD)

## Distribution
- Eve Ringuette : Lydia
- Charles Buckell-Robertson : P-A
- Yan England : Jérôme, le copain policier de Lydia
- Marco Collin : Serge
- Robert-Pierre Côté : Régis
- Angie Pepper O'Bomsawin : Brigitte
- Samuel Ringuette : P-A enfant

## Récompenses et nominations

### Récompenses
- 2015 : American Indian Film Festival (en) - meilleure actrice : Eve Ringuette[5]
- 2015 : ImagineNative Film + Media Arts Festival - prix Cynthia Lickers-Sage du talent émergent : Sonia Bonspille Boileau[6]

### Nominations
- 2015 : Festival international du film de Karlovy Vary - camera indépendante : Sonia Bonspille Boileau